# M2高速公路 (英國)
M2高速公路（M2 motorway），是英國肯特郡的一条高速公路，全长25.7英里（41.4公里）。通过梅德韦、錫廷伯恩，法弗舍姆连接A2公路。也是通往多佛港M20高速公路的一条替代路线。